# Duboisia myoporoides
Duboisia myoporoides ist eine Pflanzenart aus der Gattung Duboisia in der Familie der Nachtschattengewächse (Solanaceae). Ein englischer Trivialname ist Corkwood.

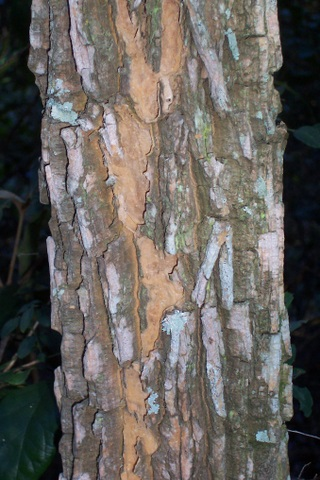
Borke von Duboisia myoporoides

## Beschreibung
Duboisia myoporoides ist ein hoher Strauch oder Baum, der Wuchshöhen von bis zu 24 m erreichen kann. Seine Rinde ist dick und zur Basis hin korkig. Die Laubblätter sind schmal umgekehrt eiförmig bis schmal umgekehrt eiförmig-elliptisch, gelegentlich auch schmal elliptisch. Sie sind meist aufsitzend oder mit bis zu 3 mm langen Blattstielen versehen, werden 4 bis 15 cm lang und 1 bis 4 cm breit und sind auf Ober- und Unterseite leicht unterschiedlich gefärbt.
Die Blütenstände sind breit pyramidenförmig und werden von 1 bis 11 mm langen Tragblättern begleitet. Die Blüten stehen an 2 bis 7 mm langen Blütenstielen. Der Kelch ist 1 bis 3 mm lang, die Länge der Kelchlappen entspricht meist einem Fünftel bis einem Drittel der Länge der Kelchröhre. Die Krone ist 4 bis 7 mm lang, die Kronröhre misst an der Spitze 2 bis 4 mm im Durchmesser, die Kronzipfel sind 1 bis 3,5 mm lang. Meist werden vier, selten auch fünf Staubblätter gebildet, die 1,5 bis 3 mm lang werden. Der Griffel ist 1 bis 2 mm lang und nur leicht kürzer oder länger als die oberen Staubblätter.
Die Frucht ist eine Beere, die meist kugelförmig, selten elliptisch bis eiförmig ist und 4,5 bis 8 mm lang wird. Sie ist purpurn-schwarz und steht an einem sich auf 6 bis 12 mm verlängernden Blütenstiel. Die Samen werden 2,5 bis 3 mm lang.

## Verbreitung und Standorte
Die Art ist im Osten Australiens zu finden und reicht vom nördlichen Queensland bis ins südöstliche New South Wales, auch in Neukaledonien ist die Art heimisch. Sie wächst in Gebieten mit starkem Niederschlag auf Sand oder Lehm, oftmals ist sie am Rand oder in Lichtungen von Regenwäldern oder in feuchten Eukalyptuswäldern zu finden.

## Bedeutung
Da die Blätter verschiedene Tropanalkaloide enthalten, werden sie unter anderem zur Gewinnung von Hyoscin geerntet, welches für Medizinprodukte verwendet wird.

## Pharmakologie
Die Pflanze ist durch ihren Gehalt an Alkaloiden stark giftig. Die höchste Konzentration an Wirkstoffen wird mit bis zu 2 % in den Blättern erreicht. Die Zusammensetzung variiert je nach geographischer Lage. Hauptalkaloid ist in der Regel Scopolamin (auch Hyoscin genannt), selten L-Hyoscyamin (oder ein Gemisch von beiden, das Duboisin genannt wird). Die Wirkung der Hauptalkaloide beruht in erster Linie auf einem Antagonismus an zentralen und peripheren Muskarinrezeptoren. Nebenalkaloide sind Tigloidin (ZNS-Sedativum, Bromidsalz im Tierversuch gegen Parkinson wirksam), Valeroidin, Poroidin, Isoporoidin, Norhyoscyamin, L-Anabasin, DL-Isopelletierin, Nicotin, Nornicotin, Valtropin und Butropin.
Die Aufnahme von Pflanzenmaterial führt unter anderem zu Schwindel, Zittern, Sprachstörungen, psychische Erregung, Pupillenerweiterung, Nausea, Erbrechen, Herzklopfen und Herzrhythmusstörungen. Letale Dosen der Alkaloide führen zum Tod durch zentrale Atemlähmung. Als Antidot bei schweren Vergiftungen eignen sich Cholinesterasehemmer, etwa Physostigmin.

## Nachweise
- R. W. Purdie, D. E. Symon, L. Haegi: Duboisia myoporoides. In: Solanaceae. Flora of Australia, Band 29, Australian Government Publishing Service, Canberra 1982, ISBN 0-642-07015-6, S. 17–18.
- Lutz Roth, Max Daunderer, Kurt Kormann: Giftpflanzen Pflanzengifte. 6. Auflage. Nikol, Hamburg 2012, ISBN 978-3-86820-009-6.